# Bratislava-Vinohrady
Bratislava-Vinohrady – przystanek kolejowy w Bratysławie, na Słowacji.